# Duguetia aripuanae
Duguetia aripuanae este o specie de plante angiosperme din genul Duguetia, familia Annonaceae, descrisă de Paulus Johannes Maria Maas. Conform Catalogue of Life specia Duguetia aripuanae nu are subspecii cunoscute.